# Gotabaya Rajapaksa
Nandasena Gotabaya Rajapaksa (singalesisk: ගෝඨාභය රාජපක්ෂ, tamil: கோட்டாபய ராஜபக்ஸ, født 20. juni 1949 i Weeraketiya) er en srilankansk politiker og tidligere officer som har været Sri Lankas præsident fra den 18. november 2019 til den 14. juli 2022. Han ledte landets militær under den langvarige borgerkrig i Sri Lanka mellem 1983 og 2009.
Han stillede op til præsidentvalget i Sri Lanka i 2019. Under valgkampen forud for præsidentvalget havde Rajapaksa appelleret til det buddhistiske flertal i landet, men efter at havde vundet valget med 52,25 % af stemmerne over boligminister Sajith Premadasa, som fik 41,99 % af stemmerne, slog han en forsonlig tone an og understregede, at han agtede at repræsentere alle landets indbyggere uafhængigt af etnicitet og religiøs baggrund. En betydelig andel af befolkningen er muslimer. Tamilske partier har stået i stærk opposition til Rajapaksa og hans bror, tidligere præsident Mahinda Rajapaksa, som er blevet anklaget for at stå bag menneskerettighedsbrud i de sidste faser af borgerkrigen i 2009. Begge har afvist beskyldningerne.
I 2022 udbrød omfattende uroligheder i Sri Lanka, og den 13. juli 2022 måtte Rajapaksa flygte fra landet, hvorefter han fratrådte som præsident.